# Estación Primeiro de Maio
La Estación Primeiro de Maio es una de las estaciones del Metro de Belo Horizonte, situada en Belo Horizonte, entre la Estación São Gabriel y la Estación Waldomiro Lobo.
Fue inaugurada en 2002.